# 앤틸리스과일먹는박쥐
앤틸리스과일먹는박쥐(Brachyphylla cavernarum)는 주걱박쥐과(신세계잎코박쥐류)에 속하는 박쥐의 일종이다. 과일먹는박쥐속(Brachyphylla)에 속하는 2종의 잎코박쥐의 하나이다. 푸에르토리코부터 세인트빈센트 그레나딘과 바베이도스까지의 카리브해에서 발견된다. 바하마의 뉴프로비던스섬에서 화석 표본이 발견된 기록도 있다.